# Alphonse Lefort-Gonssollin
Pour les articles homonymes, voir Lefort.
Alphonse Lefort-Gonssollin est un homme politique français né le 24 mars 1802 à Paris et mort le 11 avril 1863 à Nice (Alpes-Maritimes). Il est député de la Seine-Maritime de 1846 à 1849.

## Biographie

### Famille
Alphonse Lefort est né le 24 mars 1802 à Paris,. Il est le fils de Jean-Pierre Lefort et de Charlotte Métais.
Alphonse Lefort se marie avec Claudine Gonssollin.

### Sous la monarchie de Juillet
Le père d'Alphonse Lefort est fabricant de drap. Lui-même est commissionnaire en toiles puis banquier à Rouen. Politiquement, il est alors un libéral.
Sous la monarchie de Juillet, il est élu député de la Seine-Inférieure le 1er avril 1846. Il siège alors à l'extrême gauche,.

### Sous la Deuxième République
En avril 1848, Alphonse Lefort-Gonssollin figure sur la liste présentée par le Comité central républicain de Seine-Inférieure aux élections des représentants à l'Assemblée constituante. Ce Comité défend une République fondée sur l'ordre et n'accepte les réformes sociales que dans la mesure où elles ne touchent pas au droit de propriété. Lefort-Gonssolin figure sur cette liste en tant qu'ancien député de l'opposition dynastique, en compagnie de démocrates, le nom d'Alphonse de Lamartine, en tête de liste, devant jouer un rôle fédérateur. Alphonse Lefort-Gonssollin, comme Lamartine et les autres députés sortants du département, figure aussi sur deux autres listes, celles du Comité départemental républicain, de tendance conservatrice et celle du Comité des amis de l'ordre et de la liberté,, de tendance monarchiste.
La liste du Comité central républicain est intégralement élue. Alphonse Lefort-Gonssollin est donc élu représentant à l'Assemblée constituante le 23 avril 1848,. Il siège au centre droit et vote parfois avec la droite. En 1849, il n'est pas réélu à l'Assemblée nationale législative et ne participe plus ensuite à la vie politique.
Alphonse Lefort-Gonssollin meurt le 11 avril 1863 à Nice,,.